# ABC東京野球クラブ
ABC東京野球クラブ（エービーシーとうきょうやきゅうクラブ）は、東京都昭島市に本拠地を置き、日本野球連盟に加盟していた社会人野球のクラブチームである。

## 概要
チームの前身は三井銀行、太陽神戸三井銀行硬式野球部から合併に伴って発足した『さくら銀行硬式野球部』である。同行のスポーツ活動見直しに伴い、1999年に同部は活動停止を日本野球連盟に届け出た。しかし、有志がその活動を引き継ごうと、2000年にチーム名を『昭島ベースボールクラブ』に、登録を会社登録からクラブ登録に変更した上で活動再開を日本野球連盟に届け出た。
当初は旧さくら銀行の選手が多かったが、後年は他の企業チームを退部した選手が入部するなど戦力に厚みが増し、東京都のクラブチームの中では比較的上位にランクされるチームとなった。
2003年、全日本クラブ野球選手権大会に初出場し初勝利をあげる。
2005年3月23日付けで、チーム名を『ABC東京野球クラブ』に改称した。このチーム名のABCは、前身母体の昭島ベースボールクラブ（Akisima Baseball Club）の頭文字から取ったもの。
2009年限りで廃部となり、2010年3月26日付けで日本野球連盟から正式に解散が承認された。主力選手は所沢グリーンベースボールクラブへ移籍している。

## 設立・沿革
- 1999年 - さくら銀行硬式野球部が活動停止。
- 2000年 - 有志がクラブチームとして活動再開。チーム名は『昭島ベースボールクラブ』とし、本拠地は東京都昭島市に置かれた。
- 2003年 - 全日本クラブ野球選手権大会初出場（2回戦敗退）
- 2005年 - チーム名を『ABC東京野球クラブ』に改称
- 2009年 - 廃部

## 主な大会の出場歴・最高成績
- 全日本クラブ野球選手権 - 出場2回
- ナショナルクラブベースボールシリーズ - 出場1回

## 元プロ野球選手の競技者登録
- 庄司大介外野手（元：オリックス）2009年はコーチ兼任
- 片山文男投手（元：ヤクルトスワローズ）